# 역사는 이렇게 시작됐다
"역사는 이렇게 시작됐다"(This Is How It Began)는 한국에서 제작된 이은수 감독의 1992년 영화이다. 강신성일 등이 주연으로 출연하였고 신명길 등이 제작에 참여하였다.

## 출연

### 주연
- 강신성일
- 홍세미

### 조연
- 윤일봉
- 오수미
- 김상진
- 이대근
- 김상순

## 기타
- 조명: 차정남
- 스틸: 노기흘
- 녹음: 유창국
- 미술: 송백규
- 현상: 세방현상소